# إيباستين
إيباستين (بالإنجليزية: Ebastine)‏ هو مضاد هستامين من الجيل الثاني غير مركن يعمل على المستقبلات H1. لا يعبر الحاجز الدموي الدماغي، وبالتالي لا يسبب أعراض جانبية مركزية. وبالتالي لا يسبب نعاس أو تركين.

## الاستخدام
يوصف لالتهاب الأنف التحسسي والشرى المزمن مجهول السبب.

## الأشكال الصيدلانية
- كان متوافر على شكل مضغوطات بجرعات 10-20ملغ.
- حاليا يتوفر مضغوطات سريعة الذوبان بجرعات 10-20ملغ.
- يتواجد على شكل شراب للأطفال.

## الجرعة
- لالتهاب الأنف التحسسي: مضغوطة واحدة باليوم جرعة 10ملغ.
- للشرى المزمن مجهول السبب: مضغوطة واحدة باليوم جرعة 10ملغ
- يمكن أن يؤخذ مع الطعام أو بدونه.

## الآثار الجانبية
- صداع.
- جفاف الفم.
- ألم بطني.
- عسر هضم.
- رعاف.
- التهاب جيوب.
- أرق.
- غثيان.
- التهاب بلعوم.

## التداخلات الدوائية
- كيتوكينازول.
- إيتراكونازول.
- كلاريثروميسين.
- إريثروميسين.
- يزيد من التأثير المركن للكحول والديازيبام.

## موانع الاستعمال
- الحساسية.
- عدم انتظام ضربات القلب.